# Droga przez Pazdury

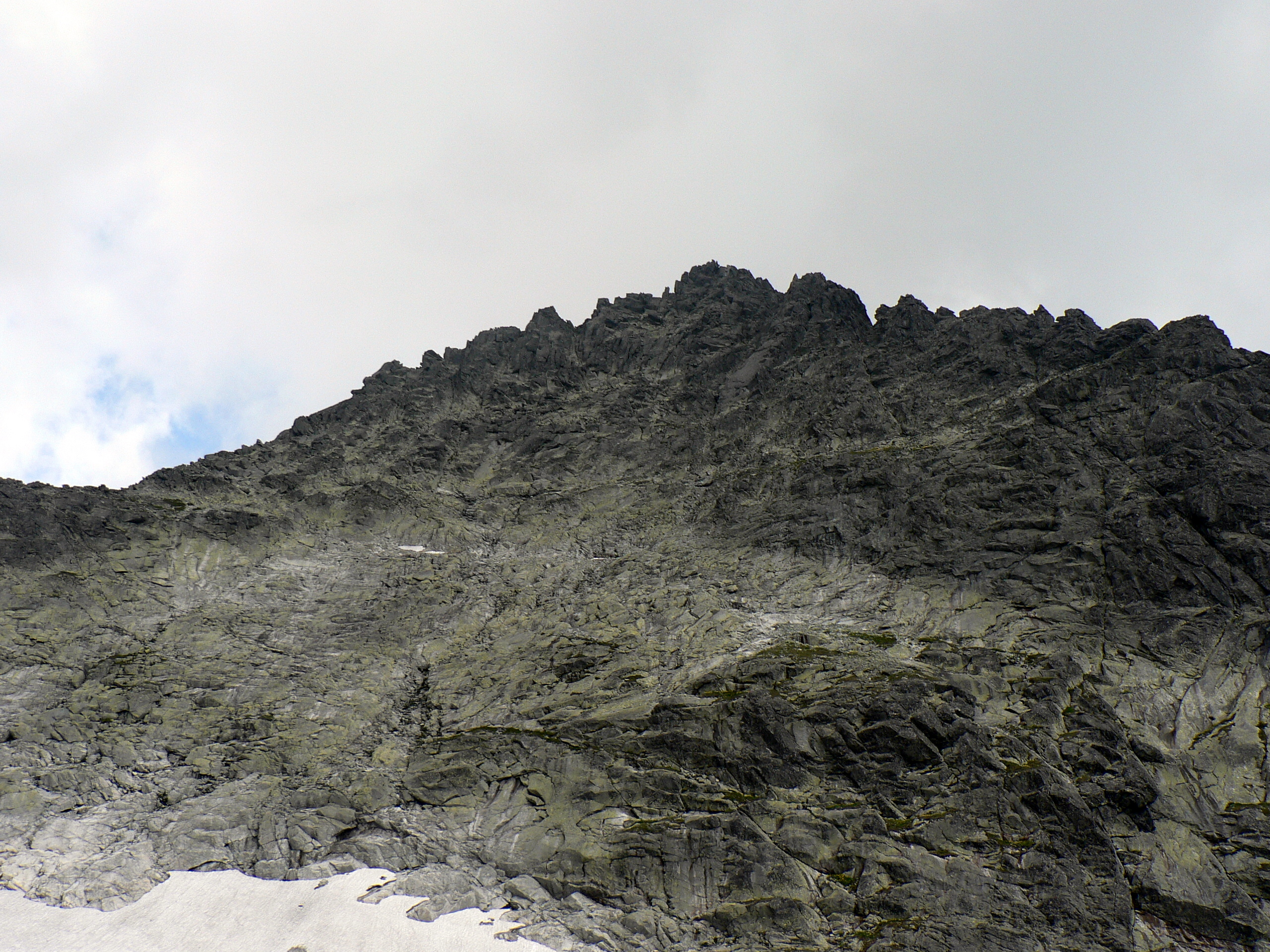
Droga przez Pazdury prowadzi górnym z dwóch zachodów przecinających zachodnią ścianę Ciężkiego Szczytu

Droga przez Pazdury – jedna z dróg wspinaczkowych na Wysoką w słowackich Tatrach Wysokich, uważana za najłatwiejszą. Ze względu na jej popularność już w 1887 r. Towarzystwo Tatrzańskie ubezpieczyło ją klamrami. Opisali ją Janusz Chmielowski i Mieczysław Świerz w 3. tomie przewodnika szczegółowego z 1926 r.
Punktem wyjściowym jest przełęcz Waga. Idzie się z niej poprzez bloki skalne, ściśle granią w kierunku południowo-wschodnim, aż do górnego z dwóch zachodów przecinających zachodnią ścianę Ciężkiego Szczytu. Zachodem tym dochodzi się nie do jego końca, lecz skręca się do stromej rynny wyprowadzającej na Przełączkę pod Kogutkiem. Nie tylko J. Chmielowski i M. Świerz, ale także późniejsi autorzy przewodników (Witold Henryk Paryski i Józef Nyka) zalecają przejście początkowego fragmentu drogi nad Wagą ściśle granią, uznając je za łatwe. W rzeczywistości jest tam trudny do pokonania 3-4 metrowej wysokości pionowy uskok (ma wyłącznie obłe chwyty). Uskok można obejść po prawej stronie (od strony Kotlinki pod Wagą). 
Z Przełączki pod Kogutkiem 25 m w dół żlebkiem, potem wyraźną ścieżką przekracza się żleb opadający z Przełęczy pod Wysoką, po czym, lekko wznosząc się, przekracza kolejny żleb i dalszym trawersem dochodzi na taras zwany Ławicą. Z Ławicy w górę żlebem opadającym z Przełączki w Wysokiej, później jego lewą stroną małymi stopniami skalnymi (kilka klamer) i ubezpieczonym klamrą poziomym trawersem wzdłuż płyty skalnej. Dalej w górę szutrową półką na lewe żebro żlebu i jego prawą stroną na pn.-zach. wierzchołek Wysokiej.  
Nazwa drogi pochodzi od odcinka południowo-zachodniej grani Ciężkiego Szczytu w okolicy Przełączki pod Kogutkiem i Kogutka, zwanej Pazdurami. Według Władysława Cywińskiego J. Chmielowski i W. Świerz, a za nimi W.H. Paryski błędnie lokalizowali Pazdury w okolicach Przełączki pod Kogutkiem, podczas gdy nazwa ta pierwotnie dotyczyła trzech turniczek – dwóch w północnych ścianach Wysokiej oraz jednej (Wyżni Pazdur) w grani głównej, tuż powyżej Przełęczy pod Wysoką.
Zgodnie z przepisami obowiązującymi w słowackim Tatrzańskim Parku Narodowym przejście dozwolone jest pod opieką licencjonowanego przewodnika.